# Gallia Belgica

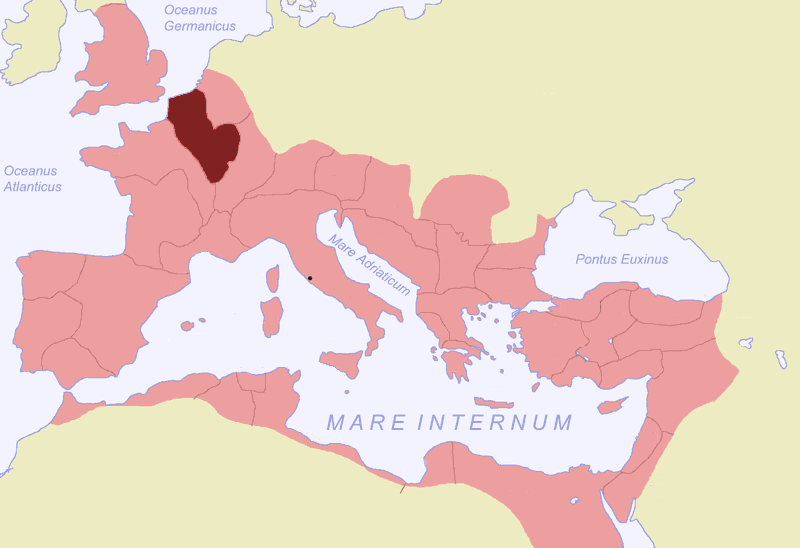
Lage der Provinz

Römische Provinzen unter Trajan (117 n. Chr.)

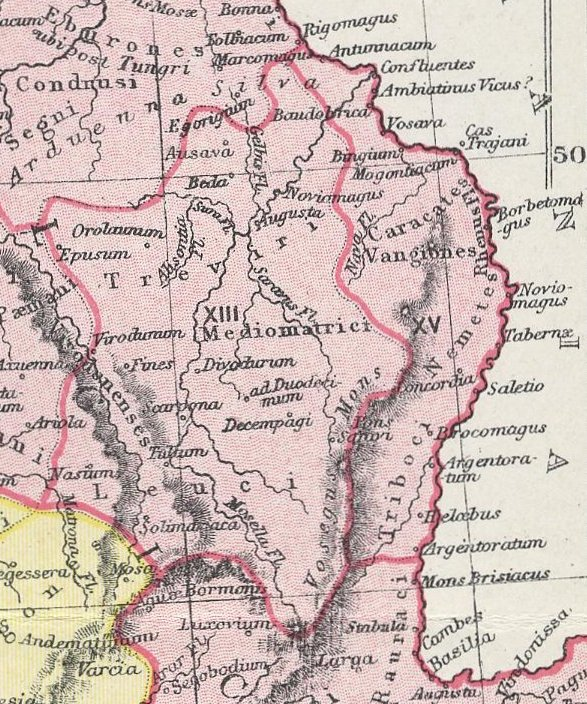
Die Provinz Belgica I nach der Verwaltungsreform Diokletians (XIII)

Die Gallia Belgica, später nur noch Belgica genannt, war eine der drei römischen Provinzen, die bei der Aufteilung Galliens durch Kaiser Augustus um 16 v. Chr. entstanden; die beiden anderen waren Gallia Lugdunensis in der Mitte und Gallia Aquitania im Südwesten. Gallia Belgica kann als Belgisches Gallien übersetzt werden, wobei sich das Adjektiv von der römischen Bezeichnung für die hier ansässigen keltischen Stämme, die Belger (lateinisch Belgae), ableitet.
Die Belgica umfasste den Norden und Osten des heutigen Frankreich, das westliche Belgien, die Westschweiz und den Jura bis zum Genfersee (Lacus Lemanus) hinunter, sowie das Einzugsgebiet der Mosel bis etwa 50 Kilometer vor der Mündung in den Rhein. Hauptstadt der Provinz war Durocortorum (Reims). Bis zur Einrichtung der östlich angrenzenden Provinzen Germania superior und Germania inferior unter Kaiser Domitian war der Statthalter der Belgica auch für die Sicherung der Rheingrenze zuständig.
Bei der Verwaltungsreform Diokletians (Kaiser 284–305) wurde Belgica aufgeteilt in die Provinzen Belgica I (Belgica Prima) rund um die Mosel und Belgica II (Belgica Secunda), die von Reims bis zum Ärmelkanal reichte. Sie bildeten dann mit den bisherigen Provinzen Lugdunensis, Germania superior und Germania Inferior, Sequana (Westschweiz, Jura, später Maxima Sequanorum) und Alpes Graiae et Poeninae (Nachfolgerin der Einzelprovinzen Alpes Poeninae und Alpes Graiae) die Dioecesis Galliae.
Der westliche Teil der Belgica wurde schließlich  Keimzelle des Fränkischen Reichs, während der Ostteil von den Alamannen besetzt wurde.
Bedeutende Städte in der Provinz Belgica waren:
- Augusta Suessionum (Soissons)
- Augusta Treverorum (Trier), in der Spätantike Hauptstadt der Dioecesis Galliae und zeitweilig Kaiserresidenz
- Bagacum (Bavay)
- Portus Itius, später Gesoriacum, spätantik Bononia (Boulogne-sur-Mer)
- Caesaromagus (Beauvais)
- Catalauni (Châlons-en-Champagne)
- Divodurum (Metz)
- Durocortorum (Reims)
- Mediolanum Aulercorum (Évreux)
- Nasium (Naix-aux-Forges)
- Samarobriva (Amiens)
- Tullum (Toul)
- Vesontio (Besançon)
- Virodunum (Verdun)

Erwähnenswerte Vici:
- Turicum (Zürich)
- Vitudurum (Winterthur)